# Nestor Carbonell
Nestor Gastón Carbonell (Nova Iorque, 1 de dezembro de 1967) é um ator estadunidense, famoso por seu papel como Richard Alpert na série de TV Lost.

## Biografia
Carbonell nasceu na cidade de Nova Iorque e possui ascendência cubana e espanhola. Sua família se mudou para a cidade de Caracas, na Venezuela onde veio a estudar na escola British School. Mais tarde, novamente nos Estados Unidos, estudou na Academia de Deerfield e posteriormente na Universidade de Harvard.
Hoje é casado com Shannon Kenny e possuem dois filhos, Rafael e Marco.

## Filmografia
| Filmes    | Filmes                             | Filmes                              | Filmes                                     |
| Ano       | Filme                              | Personagens                         | Notas                                      |
| --------- | ---------------------------------- | ----------------------------------- | ------------------------------------------ |
| 1996      | Garage Sale                        | Max                                 |                                            |
| 2000      | Attention Shoppers                 | Enrique Suarez                      |                                            |
| 2001      | Agua Dulce                         | Octavio                             |                                            |
| 2001      | Jack the Dog                       | Jack the Dog                        |                                            |
| 2001      | New Suits                          | Alan                                |                                            |
| 2002      | The Laramie Project                | Moises                              |                                            |
| 2003      | Manhood                            | Jack                                |                                            |
| 2005      | The Lost City                      | Luis Fellove                        |                                            |
| 2006      | Smokin' Aces                       | Pasquale Acosta "S.A. Gerald Diego" |                                            |
| 2008      | The Dark Knight                    | Mayor Anthony Garcia                |                                            |
| 2008      | Killer Movie                       | Seaton Brookstone                   |                                            |
| 2010      | Noah's Ark: The New Beginning      | Leeu                                |                                            |
| 2011      | Cristiada                          | Mayor Picazo                        |                                            |
| 2012      | The Dark Knight Rises              | Mayor Anthony Garcia                |                                            |
| Televisão |                                    |                                     |                                            |
| Ano       | Nome                               | Personagens                         | Notas                                      |
| 1991      | Law & Order                        | Stuart Carradine                    | 1 episódio                                 |
| 1992      | Melrose Place                      | Alex                                | 1 episódio                                 |
| 1992      | A Different World                  | Malik Velasquez                     | Faith, Hope, and Charity parte 1 e parte 2 |
| 1994      | Good Advice                        | Marco                               | 1 episódio                                 |
| 1994      | Ray Alexander: A Taste for Justice | B.J.                                | Filme de TV                                |
| 1995      | Muscle                             | Gianni                              | 13 episódios                               |
| 1996      | The John Larroquette Show          | Felicio                             | 1 episódio                                 |
| 1998      | Veronica's Closet                  | Tony Tony                           | 1 episódio                                 |
| 1998      | Encore! Encore!                    | Marly Morrow                        | 1 episódio                                 |
| 2000      | Resurrection Blvd.                 | Peter Terrano                       | 6 episódios                                |
| 2000      | Noriega: God's Favorite            | Major Giroldi                       | Filme de TV                                |
| 1996-2000 | Suddenly Susan                     | Luis Rivera                         | 93 episódios                               |
| 2001      | These Old Broads                   | Gavin                               | Filme de TV                                |
| 2002      | Static Shock                       | Garcia                              | 1 episódio                                 |
| 2002      | Ally McBeal                        | Miles Josephson                     | 1 episódio                                 |
| 2003      | The Division                       | Byron Johnson                       | 1 episódio                                 |
| 2001-2003 | The Tick                           | Batmanuel                           | 9 episódios                                |
| 2004      | Monk                               | Dalton Padron                       | 1 episódio                                 |
| 2004      | Scrubs                             | Dr. Ramirez                         | 1 episódio                                 |
| 2004      | Century City                       | Tom Montero                         | 9 episódios                                |
| 2005      | Fertile Ground                     | Gavin                               | Filme de TV                                |
| 2005      | Justice League Unlimited           | El Diablo                           | 1 episódio                                 |
| 2005      | House MD                           | Jeffrey Reilich                     | 1 episódio                                 |
| 2004-2006 | Strong Medicine                    | Jonas Ray                           | 11 episódios                               |
| 2006      | Brandy & Mr. Whiskers              | Tito                                | 1 episódio                                 |
| 2006      | Commander in Chief                 | Dr. Kyle Brock                      | 1 episódio                                 |
| 2006      | Cold Case                          | Mike Valens                         | 3 episódios                                |
| 2006      | Day Break                          | Eddie Reyes                         | 1 episódio                                 |
| 2007      | Me, Eloise                         |                                     | 1 episódio                                 |
| 2007      | American Dragon: Jake Long         | Cupid                               | 1 episódio                                 |
| 2007      | Andy Barker, P.I.                  | Dr. Cey                             | 1 episódio                                 |
| 2002-2007 | Kim Possible                       | Señor Senior Jr.                    | 12 episódios                               |
| 2007      | Cane                               | Frank Duque                         | 13 episódios                               |
| 2007-2010 | Lost                               | Richard Alpert                      | 34 episódios                               |
| 2010-2012 | The Penguins of Madagascar         | Savio the Boa                       | 4 episódios                                |
| 2010      | Psych                              | Declan Rand                         | 2 episódios                                |
| 2011-2012 | Ringer                             | Victor Machado                      |                                            |
| 2011-2012 | Wilfred                            | Dr. Arturo Ramos                    | 2 episódios                                |
| 2012      | Kick Buttowski: Suburban Daredevil | Javier                              | 1 episódio                                 |
| 2013-2017 | Bates Motel                        | Sheriff Alex Romero                 | 45 episódios                               |